# 心唇沼兰
心唇沼兰（学名：Crepidium moluccanum），为兰科沼兰属下的一个植物种。